# William J. Coombs
William Jerome Coombs (ur. 24 grudnia 1833 w Jordanie, zm. 12 stycznia 1922 w Brooklynie) – amerykański polityk, członek Partii Demokratycznej.

## Działalność polityczna
W okresie od 4 marca 1891 do 3 marca 1893 przez jedną kadencję był przedstawicielem 3. okręgu, a od 4 marca 1893 do 3 marca 1895 przez jedną kadencję przedstawicielem 4. okręgu wyborczego w stanie Nowy Jork w Izbie Reprezentantów Stanów Zjednoczonych.